# Drive My Car (Film)
Drive My Car (japanisch ドライブ・マイ・カー Doraibu mai kā) ist ein japanischer Spielfilm von Ryūsuke Hamaguchi aus dem Jahr 2021. Als Vorlage dienten dem Regisseur die gleichnamige Kurzgeschichte sowie die Kurzgeschichte Scheherazade von Haruki Murakami, die 2014 in der Sammlung Von Männern, die keine Frauen haben erschienen waren.
Das Drama wurde am 11. Juli 2021 im Wettbewerb der 74. Internationalen Filmfestspiele von Cannes uraufgeführt, wo es mehrfach preisgekrönt wurde. Anfang 2022 wurde das Werk mit dem Golden Globe Award als Bester fremdsprachiger Film ausgezeichnet. Im selben Jahr erhielt Drive My Car den Oscar als Bester internationaler Film und war in drei weiteren Kategorien nominiert (Film, Regie und Drehbuch).
Der Kinostart in Frankreich erfolgte am 18. August 2021. Die Kinoveröffentlichung in Deutschland begann am 23. Dezember 2021.

## Handlung
Der Film beginnt mit einem Prolog. Der Schauspieler und Theaterregisseur Kafuku und seine Ehefrau Oto, eine Drehbuchautorin, leben scheinbar glücklich zusammen. Beide sind erfolgreich in ihren Berufen. Sie erzählt ihm von ihr erdachte Geschichten, die auch sexuellen Inhalt haben. Im Verlauf des Prologs zeigt sich, dass es in dieser Idylle dunkle Flecken gibt. Kafuku und Oto trauern um eine Tochter, die vor 17 Jahren gestorben ist. An einem Tag sieht Kafuku seine Frau beim Sex mit einem anderen, als er wegen einer vertagten Dienstreise unvorhergesehen nach Hause kommt. Kafuku lässt sich aber nichts anmerken. Eines Morgens sagt Oto beim Abschied, dass sie am Abend etwas besprechen möchte. Doch als Kafuku am Abend spät nach Hause kommt, findet er seine Frau leblos auf dem Boden liegen. Sie stirbt an einer Hirnblutung. Nach ca. 40 Minuten des Films startet dann der Vorspann.
Nach dem Tod von Kafukus Ehefrau sind zwei Jahre vergangen. Obwohl er diesen persönlichen Schicksalsschlag noch nicht verarbeitet hat, erklärt er sich dazu bereit, bei einem Theaterfestival in Hiroshima das Tschechow-Stück Onkel Wanja zu inszenieren. Dort trifft Kafuku auf Misaki, die ihm als Fahrerin zugeteilt wird. Die zurückhaltende junge Frau chauffiert ihn fortan in seinem roten Saab 900 zur Arbeit und zurück. Auf ihren gemeinsamen Fahrten beginnen sie sich zögerlich ihrer Vergangenheit zu stellen und aufrichtig von ihrer beider Leben zu berichten. Kafuku vertraut Misaki dabei ein Geheimnis um seine verstorbene Ehefrau an. Aber auch Misaki offenbart sich. Aus ärmlichen Verhältnissen Hokkaidos stammend, wurde sie von ihrer Mutter geschlagen und tyrannisiert. Als die Mutter durch einen Erdrutsch verschüttet wird, hat sie ihr nicht geholfen, sondern war über ihren Tod erleichtert. Misuki selbst trägt eine auffällige Narbe von diesem Ereignis herrührend.
Die Gespräche zwischen Kafuku und Misaki, aber auch mit den Schauspielern des Theaterstücks, offenbaren die Abgründe der Figuren, ihre Ängste und Gefühle. Von Kōji Takatsuki, einem ihrer Liebhaber, erfährt Kafuku mehr über seine verstorbene Frau. Auch dies hilft ihm, seine Mitschuld an ihrem Tod zu verarbeiten.
Am Ende ist eine erstmals lächelnde Misaki privat in dem roten Saab in Südkorea mit einem Hund unterwegs. Als Misaki aus dem Supermarkt gehend ihre Maske abnimmt, wird klar, dass sie ihre Narbe kosmetisch entfernen lassen hat.

## Hintergrund
Eigenen Angaben zufolge war Filmemacher Ryūsuke Hamaguchi sehr fasziniert von Murakamis Kurzgeschichte, seitdem er sie das erste Mal gelesen hatte. Er selbst bezeichnete das Projekt als „eine schicksalhafte Begegnung“. Sein vorangegangener Episodenfilm Gūzen to sōzō war eine Hommage an die Frauen gewesen. Drive My Car ist dagegen sehr männlich geprägt, weshalb Hamaguchi mutmaßte, unterbewusst ein Gegenstück gedreht zu haben. Auch lobte er seine vier Darsteller Hidetoshi Nishijima, Tōko Miura, Masaki Okada und Reika Kirishima, von deren Leistung er „überrascht“ war. Kirishima wiederum lobte die Zusammenarbeit mit dem Filmemacher, die sie im positiven Sinne als „sehr seltsam“ beschrieb. Hamaguchi sei stets vorbereitet gewesen und habe eine angenehme Atmosphäre während der Proben und am Filmset geschaffen, wie sie es noch nie zuvor erlebt hätte.
Als Produzent des Films fungierte Akihisa Yamamoto für C&I Entertainment, gemeinsam mit den Firmen Culture Entertainment und Bitters End.

## Veröffentlichung und Rezeption
Der Film wurde am 11. Juli 2021 beim 74. Filmfestival von Cannes uraufgeführt. Drive My Car wurde als Mitfavorit auf die Goldene Palme, den Hauptpreis des Festivals, gehandelt. Der Film erhielt im internationalen Kritikenspiegel der britischen Fachzeitschrift Screen International 3,5 von 4 möglichen Sternen und führte das Feld unter den 24 Wettbewerbsfilmen an. In einem rein französischen Kritikenspiegel der Website Le film français sahen 5 der 15 Kritiker den japanischen Beitrag als Palmen-Favoriten an. Dieselbe Anzahl an Höchstbewertungen erhielt A Hero von Asghar Farhadi.
Ein regulärer Kinostart in Frankreich erfolgte am 18. August 2021 im Verleih von Diaphana Distribution. In Japan war der offizielle Kinostart zwei Tage später im Verleih von Bitters End. Eine Kinoveröffentlichung in Deutschland ist am 23. Dezember 2021 erfolgt.
Die weltweiten Verwertungsrechte sicherte sich The Match Factory.

## Auszeichnungen
Drive My Car wurde in den Jahren 2021/22 für 180 internationale Film- bzw. Festivalpreise nominiert, von denen das Werk mehr als 80 gewinnen konnte. Zu den erhaltenen Auszeichnungen gehören u. a. der Oscar als Bester internationaler Film, der Golden Globe Award als Bester fremdsprachiger Film, der British Academy Film Award als Bester nicht-englischsprachiger Film, der Independent Spirit Award als bester internationaler Film, der Drehbuchpreis des Filmfestivals von Cannes sowie die Auszeichnungen der Filmkritikervereinigungen von New York, Los Angeles und Boston und der amerikanische National Society of Film Critics Award jeweils als bester Film.
| Filmpreis (Auswahl)                              | Kategorie                                    | Preisträger/ Nominierte              | Resultat  |
| ------------------------------------------------ | -------------------------------------------- | ------------------------------------ | --------- |
| Asian Film Awards 2023                           | Bester Film                                  | k. A.                                | Gewonnen  |
| Asian Film Awards 2023                           | Beste Filmmusik                              | Eiko Ishibashi                       | Gewonnen  |
| Asian Film Awards 2023                           | Bester Schnitt                               | Azusa Yamazaki                       | Gewonnen  |
| Asian Film Awards 2023                           | Beste Regie                                  | Ryūsuke Hamaguchi                    | Nominiert |
| Asian Film Awards 2023                           | Bestes Drehbuch                              | Ryūsuke Hamaguchi, Takamasa Ōe       | Nominiert |
| Asian Film Awards 2023                           | Bester Hauptdarsteller                       | Hidetoshi Nishijima                  | Nominiert |
| Asian Film Awards 2023                           | Bester Nebendarsteller                       | Masaki Okada                         | Nominiert |
| Asian Film Awards 2023                           | Bester Ton                                   | Miki Nomura, Tatsuya Obo             | Nominiert |
| Asia Pacific Screen Awards 2021                  | Bester Film                                  | Ryūsuke Hamaguchi, Teruhisa Yamamoto | Gewonnen  |
| Asia Pacific Screen Awards 2021                  | Bestes Drehbuch                              | Ryūsuke Hamaguchi, Takamasa Ōe       | Gewonnen  |
| Asia Pacific Screen Awards 2021                  | Beste Regie                                  | Ryūsuke Hamaguchi                    | Nominiert |
| Asia Pacific Screen Awards 2021                  | Bester Hauptdarsteller                       | Hidetoshi Nishijima                  | Nominiert |
| Boston Society of Film Critics Awards 2021       | Bester Film                                  | k. A.                                | Gewonnen  |
| Boston Society of Film Critics Awards 2021       | Beste Regie                                  | Ryūsuke Hamaguchi                    | Gewonnen  |
| Boston Society of Film Critics Awards 2021       | Bester Hauptdarsteller                       | Hidetoshi Nishijima                  | Gewonnen  |
| Boston Society of Film Critics Awards 2021       | Bestes Drehbuch                              | Ryūsuke Hamaguchi, Takamasa Ōe       | Gewonnen  |
| British Academy Film Awards 2022                 | Bester nicht-englischsprachiger Film         | Ryūsuke Hamaguchi, Teruhisa Yamamoto | Gewonnen  |
| British Academy Film Awards 2022                 | Beste Regie                                  | Ryūsuke Hamaguchi                    | Nominiert |
| British Academy Film Awards 2022                 | Bestes adaptiertes Drehbuch                  | Ryūsuke Hamaguchi                    | Nominiert |
| César 2022                                       | Bester ausländischer Film                    | Ryūsuke Hamaguchi                    | Nominiert |
| Chicago Film Critics Association Awards 2021     | Bester fremdsprachiger Film                  | Japan                                | Gewonnen  |
| Filmfestival von Cannes 2021                     | Bestes Drehbuch                              | Ryūsuke Hamaguchi, Takamasa Ōe       | Gewonnen  |
| Filmfestival von Cannes 2021                     | FIPRESCI-Preis                               | Ryūsuke Hamaguchi                    | Gewonnen  |
| Filmfestival von Cannes 2021                     | Preis der Ökumenischen Jury                  | Ryūsuke Hamaguchi                    | Gewonnen  |
| Filmfestival von Cannes 2021                     | Goldene Palme – Bester Film                  | Ryūsuke Hamaguchi                    | Nominiert |
| Chicago International Film Festival 2021         | Bester internationaler Film (Publikumspreis) | Ryūsuke Hamaguchi                    | Gewonnen  |
| Chicago International Film Festival 2021         | Preis der Jury                               | Ryūsuke Hamaguchi                    | Gewonnen  |
| Golden Globe Awards 2022                         | Bester fremdsprachiger Film                  | Japan                                | Gewonnen  |
| Gotham Awards 2021                               | Bester internationaler Film                  | Ryūsuke Hamaguchi, Teruhisa Yamamoto | Gewonnen  |
| Independent Spirit Awards 2022                   | Bester internationaler Film                  | Japan                                | Gewonnen  |
| IndieWire Critics’ Poll 2021                     | Bester internationaler Film                  | k. A.                                | Gewonnen  |
| IndieWire Critics’ Poll 2021                     | Bestes Drehbuch                              | Ryūsuke Hamaguchi, Takamasa Ōe       | Gewonnen  |
| Japanese Academy Awards 2022                     | Bester Film                                  | Japan                                | Nominiert |
| London Critics’ Circle Film Awards 2022          | Bester fremdsprachiger Film                  | k. A.                                | Gewonnen  |
| London Critics’ Circle Film Awards 2022          | Bestes Drehbuch                              | Ryūsuke Hamaguchi, Takamasa Ōe       | Gewonnen  |
| Los Angeles Film Critics Association Awards 2021 | Bester Film                                  | k. A.                                | Gewonnen  |
| Los Angeles Film Critics Association Awards 2021 | Bestes Drehbuch                              | Ryūsuke Hamaguchi, Takamasa Ōe       | Gewonnen  |
| National Society of Film Critics Awards 2022     | Bester Film                                  | k. A.                                | Gewonnen  |
| National Society of Film Critics Awards 2022     | Beste Regie                                  | Ryūsuke Hamaguchi                    | Gewonnen  |
| National Society of Film Critics Awards 2022     | Bester Hauptdarsteller                       | Hidetoshi Nishijima                  | Gewonnen  |
| National Society of Film Critics Awards 2022     | Bestes Drehbuch                              | Ryūsuke Hamaguchi, Takamasa Ōe       | Gewonnen  |
| New York Film Critics Circle Awards 2021         | Bester Film                                  | k. A.                                | Gewonnen  |
| Online Film Critics Society Awards 2022          | Bester nicht-englischsprachiger Film         | k. A.                                | Gewonnen  |
| Oscarverleihung 2022                             | Bester Film                                  | Teruhisa Yamamoto                    | Nominiert |
| Oscarverleihung 2022                             | Beste Regie                                  | Ryūsuke Hamaguchi                    | Nominiert |
| Oscarverleihung 2022                             | Bestes adaptiertes Drehbuch                  | Ryūsuke Hamaguchi, Takamasa Ōe       | Nominiert |
| Oscarverleihung 2022                             | Bester Internationaler Film                  | Japan                                | Gewonnen  |
| Toronto Film Critics Association Awards 2022     | Bester Film                                  | Films We Like (Verleih)              | Gewonnen  |
| Toronto Film Critics Association Awards 2022     | Bester internationaler Film                  | Ryūsuke Hamaguchi, Films We Like     | Gewonnen  |
| Toronto Film Critics Association Awards 2022     | Bestes Drehbuch                              | Ryūsuke Hamaguchi, Takamasa Ōe       | Gewonnen  |